# Gebeka Films
Gebeka Films est une société française de distribution de films d'animation pour le jeune public fondée en 1997. Elle a également coproduit quelques-uns des films distribués, dont Kirikou et les Bêtes sauvages, Princes et Princesses ou encore U. Elle obtenu plusieurs prix donc notamment deux César pour Ma vie de Courgette (2016).

## Titres distribués
- 1998 : Kirikou et la Sorcière de Michel Ocelot
- 1999 : Mon voisin Totoro de Hayao Miyazaki
- 2000 : Princes et Princesses de Michel Ocelot
- 2002 : Corto Maltese de Pascal Morelli
- 2003 : Loulou et autres loups... de Jean-Luc Fromental et Grégoire Solotareff
- 2003 : Mari Iyagi de Lee Sung-gang
- 2003 : Le Roi et l'Oiseau de Paul Grimault (reprise)
- 2003 : Les Contes de l'horloge magique de Ladislas Starewitch (trois courts métrages d'animation réalisés entre 1924 et 1928)
- 2004 : L'Île de Black Mór de Jean-François Laguionie
- 2004 : Le Dirigeable volé de Karel Zeman (reprise)
- 2004 : Le Sortilège des trois lutins (en) (Pohádka o Honzíkovi a Mařence, 1980) de Karel Zeman (reprise)
- 2004 : Plume, le petit ours polaire de Piet De Rycker et Thilo Rothkirch
- 2005 : Kié la petite peste d'Isao Takahata
- 2005 : La Nounou 3, la famille s'agrandit (ru) de Garri Bardine
- 2005 : Léo, roi de la jungle de Yoshio Takeuchi
- 2006 : U de Serge Élissalde et Grégoire Solotareff
- 2006 : Bab'Aziz, le prince qui contemplait son âme de Nacer Khémir
- 2007 : Le Vilain Petit Canard et moi de Michael Hegner et Karsten Kiilerich
- 2007 : Nocturna, la nuit magique de Victor Maldonado et Adrian Garcia
- 2007 : Les Trois Brigands de Hayo Freitag
- 2008 : Mia et le Migou de Jacques-Rémy Girerd
- 2009 : Brendan et le Secret de Kells de Tomm Moore et Nora Twomey
- 2009 : Panda Petit Panda d'Isao Takahata
- 2009 : Panique au village de Stéphane Aubier et Vincent Patar
- 2009 : Drôle de grenier ! de Jiří Barta
- 2010 : Yona, la légende de l'oiseau-sans-aile de Rintarō
- 2010 : Une vie de chat de Jean-Loup Felicioli et Alain Gagnol
- 2011 : Émilie Jolie de Francis Nielsen et Philippe Chatel
- 2011 : Le Tableau de Jean-François Laguionie
- 2012 : Couleur de peau : miel de Laurent Boileau et Jung Sik-jun
- 2012 : Le Jour des corneilles de Jean-Christophe Dessaint
- 2013 : Ma maman est en Amérique, elle a rencontré Buffalo Bill de Marc Boréal et Thibaut Chatel
- 2014 : Le Parfum de la carotte de Rémi Durin et Arnaud Demuynck
- 2015 : 108 Rois-Démons de Pascal Morelli
- 2015 : La Course du siècle d'Ute von Münchow-Pohl et Sandor Jesse
- 2015 : Dofus, livre 1 : Julith, d'Anthony Roux et Jean-Jacques Denis
- 2016 : Ma vie de Courgette de Claude Barras
- 2016 : Louise en hiver de Jean-François Laguionie
- 2017 : Panique tous courts de Stéphane Aubier et Vincent Patar
- 2017 : Zombillénium d'Arthur de Pins et Alexis Ducord
- 2018 : L'Enfance d'un maître de Jeanne Mascolo de Filippis et Bruno Vienne
- 2018 : Another Day of Life de Raúl de la Fuente et Damian Nenow
- 2019 : La Cabane aux oiseaux de Célia Rivière
- 2019 : Le Cochon, le Renard et le Moulin d'Erick Oh
- 2019 : Marche avec les loups de Jean-Michel Bertrand
- 2020 : Calamity, une enfance de Martha Jane Cannary de Rémi Chayé
- 2021 : La Traversée de Florence Miailhe
- 2021 : Princesse Dragon d'Anthony Roux et Jean-Jacques Denis
- 2021 : Lynx de Laurent Geslin
- 2021 : Même les souris vont au paradis de Jan Bubeniček et Denisa Grimmovà
- 2022 : Yuku et la Fleur de l'Himalaya d'Arnaud Demuynck et Rémi Durin
- 2023 : Interdit aux chiens et aux Italiens d'Alain Ughetto
- 2023 : Saules aveugles, femme endormie de Pierre Foldes
- 2023 : Mars Express de Jérémie Périn
- 2024 : Rose, petite fée des fleurs de Karla Nor Holmbäck
- 2024 : Vivre avec les loups de Jean-Michel Bertrand
- 2024 : Slocum et moi de Jean-François Laguionie
- 2024 : Bambi, l'histoire d'une vie dans les bois de Michel Fessler
- 2025 : Géniales ! (programme de 4 courts métrages)